# Liste der Monuments historiques in Saint-Marcel (Morbihan)
Die Liste der Monuments historiques in Saint-Marcel (Morbihan) führt die Monuments historiques in der französischen Gemeinde Saint-Marcel auf.

## Liste der Bauwerke
| Bezeichnung                      | Beschreibung | Standort                   | Kennzeichnung | Schutzstatus | Datum | Bild |
| -------------------------------- | ------------ | -------------------------- | ------------- | ------------ | ----- | ---- |
| Allée couverte de Trélan         |              | Landes du Pisset (Lage)    | PA00091691    | Classé       | 1964  |      |
| Croix Catherine (Kreuz)          |              | (Lage)                     | PA00091692    | Inscrit      | 1933  |      |
| Croix du Champ-des-Morts (Kreuz) |              | Friedhof (Lage)            | PA00091693    | Inscrit      | 1933  |      |
| Dolmens de Béhellec              |              | Les Hardys-Béhellec (Lage) | PA00091694    | Inscrit      | 1966  |      |